# Gilberto García Piña
Gilberto García Piña (24 de enero de 1969) es un deportista dominicano que compitió en judo. Ganó una medalla de bronce en el Campeonato Panamericano de Judo de 1988 en la categoría de –60 kg.
Participó en dos Juegos Olímpicos de Verano en los años 1988 y 1992, su mejor actuación fue un vigésmo puesto logrado en Seúl 1988 en la categoría de –60 kg.

## Palmarés internacional
| Campeonato Panamericano | Campeonato Panamericano  | Campeonato Panamericano | Campeonato Panamericano |
| Año                     | Lugar                    | Medalla                 | Categoría               |
| ----------------------- | ------------------------ | ----------------------- | ----------------------- |
| 1988                    | Buenos Aires (Argentina) | Medalla de bronce       | –60 kg                  |